# Magor (Monmouthshire)
Magor (velšsky Magwyr) je velká vesnice v hrabství Monmouthshire ve Walesu ve Spojeném království.
V roce 2001 zde žilo 5 876 obyvatel.